# Palliduphantes cebennicus
Palliduphantes cebennicus là một loài nhện trong họ Linyphiidae.
Loài này thuộc chi Palliduphantes. Palliduphantes cebennicus được Eugène Simon miêu tả năm 1929.